# 波索村
波索村，是西班牙卡斯蒂利亚-拉曼恰雷阿尔城省的一个市镇。 总面积13平方公里，总人口111人（2001年），人口密度9人/平方公里。